# Tiếng Karelia
Tiếng Karelia (karjala, karjal hoặc kariela) là một ngôn ngữ Finn nói chủ yếu ở Cộng hòa Kareliya, Nga. Về mặt ngôn ngữ học, tiếng Karelia có mối quan hệ chặt chẽ với các phương ngữ tiếng Phần Lan được nói ở miền đông Phần Lan, và một số nhà ngôn ngữ học Phần Lan thậm chí còn xếp tiếng Karelia là một phương ngữ của tiếng Phần Lan mặc dù trong thời hiện đại, nó được coi là một ngôn ngữ riêng biệt. Tiếng Karelia, không nên nhầm lẫn với các phương ngữ Đông Nam của tiếng Phần Lan, đôi khi được gọi là karjalaismurteet ("phương ngữ Karelia") ở Phần Lan.
Không có ngôn ngữ Karelia tiêu chuẩn duy nhất. Mỗi nhà văn viết tiếng Karelia theo dạng phương ngữ riêng của họ. Ba chuẩn viết đã được phát triển, bao gồm Karelia Bắc, Karelia Olonet và Karelia Tver. Tất cả các phương ngữ đều viết bằng bảng chữ cái Karelia dựa trên chữ Latinh, mặc dù chữ Kirin từng được sử dụng trong quá khứ.

## Phân loại
Tiếng Karelia thuộc ngữ chi Finn của ngữ hệ Ural; và có mối quan hệ chặt chẽ với tiếng Phần Lan. Tiếng Phần Lan và tiếng Karelia có tổ tiên chung là ngôn ngữ Karelia nguyên thủy được nói ở khu vực bờ hồ Ladoga trong thời đại đồ sắt. Tiếng Karelia tạo thành một cụm phương ngữ với phương ngữ tiếng Phần Lan miền Đông. Trước đó, một số nhà ngôn ngữ học Phần Lan đã phân loại tiếng Karelia là một phương ngữ của tiếng Phần Lan, đôi khi được biết đến trong văn học Phần Lan cũ là Raja-Karjalan murteet ('Karelia Biên giới'), nhưng ngày nay, tiếng Karelia được coi là một ngôn ngữ riêng biệt. Bên cạnh tiếng Karelia và tiếng Phần Lan, nhóm Finn cũng bao gồm tiếng Estonia và một số ngôn ngữ thiểu số được nói ở khu vực Biển Baltic.

## Phân bố địa lý

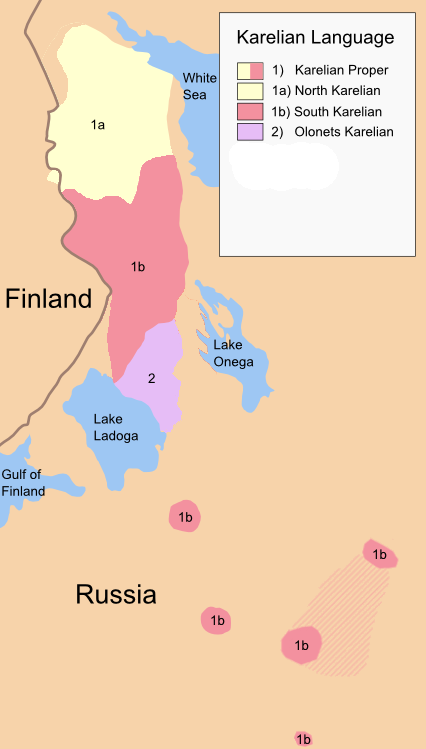
Bản đồ phương ngữ tiếng Karelia

Tiếng Karelia được nói bởi khoảng 100.000 người, chủ yếu ở Cộng hòa Kareliya, Nga, mặc dù các cộng đồng nói tiếng Karelia đáng kể cũng có thể được tìm thấy ở vùng Tver phía tây bắc Moskva. Trước đây, người ta ước tính rằng có 5.000 người nói ở Phần Lan, chủ yếu thuộc về các thế hệ cũ, nhưng các ước tính gần đây đã tăng con số đó lên 30.000. Do sự di cư sau Thế chiến II và di cư nội bộ, người Karelia hiện sống rải rác khắp Phần Lan và tiếng Karelia không còn được nói như một ngôn ngữ cộng đồng địa phương nữa.

### Địa vị chính thức
Tại Cộng hòa Karelia, tiếng Karelia có vị thế là ngôn ngữ thiểu số; và từ cuối những năm 1990, đã có những động thái để thông qua luật ngôn ngữ đặc biệt, giúp tiếng Karelia có vị thế chính thức ngang với tiếng Nga. Người Karelia ở tỉnh Tver có quyền tự chủ văn hóa quốc gia, đảm bảo việc sử dụng tiếng Karelia trong trường học và phương tiện truyền thông đại chúng. Ở Phần Lan, tiếng Karelia có vị thế là một ngôn ngữ dân tộc thiểu số phi khu vực trong khuôn khổ Hiến chương châu Âu về ngôn ngữ địa phương hoặc thiểu số.

## Hệ thống chữ viết

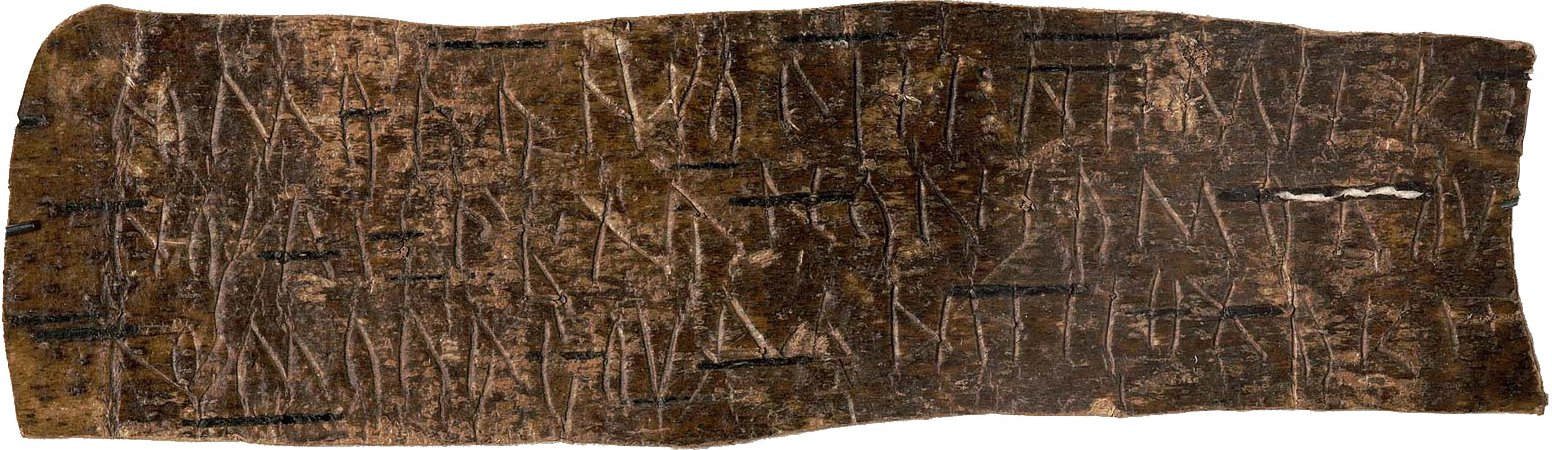
Di liệu vỏ cây Birch số 292, đầu thế kỷ 13

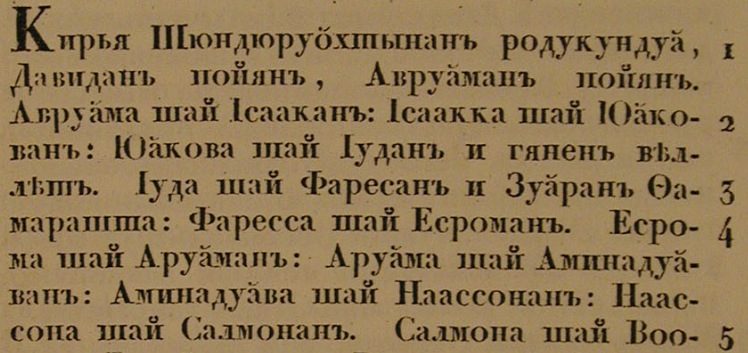
Bản dịch Matthew thành tiếng Karelia, 1820

Tiếng Karelia ngày nay được viết bằng bảng chữ cái Latinh gồm 29 ký tự. Nó mở rộng bảng chữ cái Latinh cơ bản ISO với các chữ cái bổ sung Č, Š,,, và ' và loại bỏ các chữ cái Q, W và X. Bảng chữ cái thống nhất này được sử dụng để viết tất cả các phương ngữ Karelia trừ Karelia Tver. Rất ít văn bản tiếng Karelia được xuất bản từ thời trung cổ đến thế kỷ 19 sử dụng bảng chữ cái Kirin. Với việc thành lập Liên Xô, Phần Lan, chữ Latinh đã trở thành hệ chữ chính thức. Tuy nhiên, từ năm 1937-39, tiếng Karelia viết bằng chữ Kirin thay thế tiếng Phần Lan như ngôn ngữ chính thức của ASSR Karelia.